# بگذار وارد شوم
بگذار وارد شوم یا مرا راه بده (به انگلیسی: Let Me In) یک فیلم آمریکایی-انگلیسی در ژانر رمانتیک ترسناک به نویسندگی و کارگردانی مت ریوز است که در سال ۲۰۱۰ اکران شد. این فیلم بازسازی فیلمی سوئدی به نام شخص درست را راه بده ساختهٔ توماس آلفردسون است. این دو فیلم از رمان شخص درست را راه بده اثر جان اجواید لیندکویست اقتباس شده‌اند. کدی اسمیت-مک‌فی، کلویی مورتز، ریچارد جنکینز، دیلان مینت و الیاس کوتیاس از جمله بازیگران فیلم هستند. وقایع فیلم در دههٔ ۱۹۸۰ میلادی و در لس آلاموس، نیومکزیکو رخ می‌دهد و داستان زندگی پسری دوازده‌ساله به نام اوون را دنبال می‌کند که در مدرسه مورد اذیت و آزار قرار می‌گیرد و هم‌زمان، با دختربچه‌ای خون‌آشام وارد یک رابطهٔ دوستانه می‌شود.
بحث ساخت نسخه‌ای انگلیسی‌زبان از روی رمان شخص درست را راه بده، اولین بار در سال ۲۰۰۷ و پیش از آنکه نسخهٔ سوئدی فیلم اکران شود، مطرح شد. در سال ۲۰۰۸، کمپانی هَمِر فیلم پروداکشنز حق ساخت نسخهٔ انگلیسی‌زبان از رمان را خرید. کمپانی ابتدا به توماس آلفردسون که نسخهٔ سوئدی فیلم را ساخته بود، پیشنهاد کارگردانی داد؛ اما آلفردسون این پیشنهاد را رد کرد و مت ریوز جایگزین او شد. ریوز خودش فیلم‌نامهٔ اقتباسی را نوشت و البته تغییراتی نیز در آن ایجاد کرد، از جمله اینکه او وقایع داستان را از استکهلم به نیومکزیکو دههٔ ۱۹۸۰ برد و اسامی شخصیت‌های اصلی داستان را نیز عوض کرد. این تغییرات ابتدا چندان به مذاق تهیه‌کنندگان فیلم خوش نیامد زیرا آن‌ها می‌خواستند فیلم نامه به رمان وفادار بماند و فقط در ابعاد بزرگتری نسبت به نسخه سوئدی فیلم ساخته شود. فیلم‌برداری در نوامبر ۲۰۰۹ شروع شد و در ژانویه ۲۰۱۰ نیز به پایان رسید. بودجه ساخت فیلم نزدیک به ۲۰ میلیون دلار تخمین زده می‌شود.
بگذار وارد شوم، نخستین بار در تاریخ ۱۳ سپتامبر ۲۰۱۰ و در جشنواره بین‌المللی فیلم تورنتو به‌روی پرده رفت. فیلم اکران خود در آمریکای شمالی را از تاریخ اول اکتبر ۲۰۱۰ آغاز کرد. فیلم نقدهای بسیار مثبتی دریافت کرد و حتی بعضی از منتقدان آن را جزو ده فیلم برتر سال ۲۰۱۰ دانستند. در حالی که بیشتر منتقدان بگذار وارد شوم را یکی از بهترین بازسازی‌هایی می‌دانستند که تا کنون در هالیوود انجام شده‌است، دیگر منتقدان در یادداشت‌های خود اشاره کردند که فیلم بیش از حد تحت تأثیر نسخه سوئدی خود قرار دارد. بگذار وارد شوم کمی بیش از ۲۴ میلیون دلار در جهان فروش کرد که از این رقم، ۱۲ میلیون دلار سهم فروش فیلم در آمریکا و کانادا بوده‌است. بازی کلویی گریس مورتس در نقش ابی تحسین بسیاری از منتقدان و تماشاگران را به دنبال داشت و منتقدان از صحنه‌های دونفره او با کدی اسمیت-مک‌فی در نقش اوئن به عنوان یکی از نکات مثبت فیلم یاد کردند. مورتس که در زمان بازی در فیلم ۱۳ سال سن داشت، به خاطر نقش آفرینی خود جوایز متعددی دریافت کرد. نسخه دی‌وی‌دی و بلو-ری فیلم در تاریخ ۱ فوریه ۲۰۱۱ در آمریکا و ۱۴ مارس ۲۰۱۱ در انگلستان توزیع شد. بعد از اکران فیلم کامیکی کوتاه به عنوان پیش‌درآمد منتشر شد. این کتاب کامیک که بگذار وارد شوم:تقاطع‌ها نام دارد، به گذشتهٔ زندگی شخصیت «ابی» می‌پردازد. داستان کتاب درست در جایی که قصهٔ فیلم آغاز می‌شود، پایان می‌یابد.

## خلاصه داستان
اوون، پسر ۱۲سالهٔ تنها و غمگینی است که هیچ دوستی ندارد. پدر و مادرش در حال جدایی‌اند و در مدرسه نیز وضعیت بدی دارد و مورد آزار قرار می‌گیرد. یک شب او متوجه نقل مکان پدر و دختری به همسایگی‌شان می‌شود. به‌تدریج اوون و ابی، دخترک همسایه، به هم نزدیک‌تر می‌شوند و ابی مرموز به اوون می‌گوید که در مواقع آزار و تهدید دیگران می‌تواند به او کمک کند. پس از ناباوری ابتدایی اوون، ابی نشان می‌دهد که قدرتی فراتر از انتظار دارد….

## بازیگران
- کدی اسمیت-مک‌فی در نقش اوئن:

اوئن شخصیت اصلی داستان است. پسری دوازده ساله که عمیقاً تنها و غمگین است. پدر و مادرش از هم طلاق گرفته‌اند و او که دوستی ندارد در مدرسه مدام از سوی قلدرها مورد آزار و اذیت قرار می‌گیرد. وقتی اوئن در این شرایط بحران زده با دختری که تازه به همراه پدرش به همسایگی آن‌ها اسباب کشی کردند، دوست می‌شوند زندگی اش تغییر می‌کند.
- کلویی گریس مورتس در نقش ابی:

ابی یک خون‌آشام است. با اینکه ظاهرش یک دختر بچه دوازده ساله را نشان می‌دهد اما سنش به مراتب بیش از این‌هاست. ابی همچون دیگر خون‌آشام‌ها ویژگی‌هایی خاص دارد. او قدرت فیزیکی بالایی دارد، از نور خورشید هراسان است، سرما بر روی او اثر نمی‌گذارد، قادر به خواندن فکر دیگران است و مجبور است برای بقا، خون دیگر انسان‌ها را بنوشد. آشنایی با اوئن، این فرصت را برای او فراهم می‌کند تا برای یکبار هم که شده، طعم زندگی را مثل یک دختر دوازده ساله بچشد.
- ریچارد جنکینز در نقش تامس:[E ۸]

تامس یک خون‌آشام بزرگسال است. او برای ابی درست مثل یک پدر می‌ماند. با اینکه هرگز جزئیات نسبت او با ابی بیان نمی‌شود، اما مشخص است که برای سلامتی ابی اهمیت زیادی قائل است.
- الیاس کوتیاس در نقش کارآگاه پلیس:

قربانیان تامس و ابی، باعث می‌شود این کارآگاه تحقیقات خود را آغاز کند. او به خاطر عجیب بودن این قتل‌ها، حدس می‌زند که پای یک فرقه شیطان‌پرستی در میان باشد. الیاس کوتیاس علاوه بر بازی در این نقش، صداپیشگی پدر اوئن را نیز برعهده داشته‌است.
- کارا بوینو در نقش مادر اوئن:

او زنی است که تازگی از شوهرش طلاق گرفته و اصلاً متوجه نیست که پسرش در چه بحرانی به سر می‌برد.
- دیلان مینت در نقش کنی:[E ۹]

هم‌مدرسه‌ای اوئن است و با دوستان خود، اوئن را مورد آزار و اذیت قرار می‌دهد.
- ساشا باره‌سی در نقش ویرجینیا:[E ۱۰]

یکی از قربانیان ابی است.
- ریچی کاستر در نقش آقای زوریک:[E ۱۱]

مربی مدرسه‌ای است که اوئن در آن درس می‌خواند.
- جیمی پینچاک در نقش مارک:[E ۱۲]

یکی از دوستان کنی است.

## نظر منتقدان
غالب منتقدان، از جمله راجر ایبرت و مایکل فیلیپس، بگذار وارد شوم را فیلمی خوب دانسته‌اند که با وجود تغییرات زیادی که نسبت به نسخهٔ اصلی داشته، در کل به آن وفادار بوده‌است. منتقدان همچنین بازی کلویی مورتز، بازیگر نوجوانی که در فیلم کیک-اس نیز بازی درخشانی داشت، را مورد ستایش قرار داده‌اند.

## واژه‌نامه
1. ↑  Overture Films
2. ↑  Let the Right One In
3. ↑  John Ajvide Lindqvist
4. ↑  Owen
5. ↑  Hammer Film Productions
6. ↑  Abby
7. ↑  Let Me In: Crossroads
8. ↑  Thomas
9. ↑  Kenny
10. ↑  Virginia
11. ↑  Mr. Zorić
12. ↑  Mark